# Sherry (film)
Sherry – amerykański film obyczajowy z 2006 roku.

## Główne role
- Maggie Gyllenhaal – Sherry Swanson
- Michelle Hurst – Dorothy Washington
- Sandra Rodríguez – Desi
- Anna Simpson – Sabrina
- Giancarlo Esposito – Hernandez
- Caroline Clay – Murphy
- Rio Hackford – Andy Kelly
- Brad William Henke – Bobby Swanson
- Bridget Barkan – Lynette Swanson
- Ryan Simpkins – Alexis Parks
- Stephen Peabody – Pan Monroe
- Danny Trejo – Dean Walker
- Sam Bottoms – Bob Swanson Sr.
- Kate Burton – Marcia Swanson

## Fabuła
Sherry Swanson wraca do New Yersey po trzech latach spędzonych w więzieniu. Chce odbudować relacje ze swoją młodszą córką, którą opiekował się brat Sherry i jego żona. Nie będzie łatwo oddać im dziecka matce. Na dodatek dziewczynka boi się swojej matki.

## Nagrody i nominacje
Złote Globy 2006
- Najlepsza aktorka dramatyczna – Maggie Gyllenhaal (nominacja)

Nagroda Satelita 2006
- Najlepsza aktorka dramatyczna – Maggie Gyllenhaal (nominacja)